# Гранд-Джанкшен (Колорадо)
Гранд-Джа́нкшен (англ. Grand Junction) — город, административный центр округа Меса в штате Колорадо (США). Гранд-Джанкшен — 15-й по количеству жителей город штата. Является наряду с Аспеном популярным зимним курортом штата у состоятельных туристов.

## География
Гранд-Джанкшен расположен в западной части штата в месте впадения реки Ганнисон в Колорадо. Площадь города составляет ровно 100 км², из которых 1 км² составляют открытые водные пространства.
Город обслуживает одноимённый аэропорт, через Гранд-Джанкшен проходят крупные автомагистрали I-70, US 6 и US 50.
Этимология
До 1921 года река Колорадо называлась Гранд-Ривер, Великая река, откуда и пошла первая часть названия города. Джанкшен по-английски означает «соединение, пересечение, точка разветвления», что указывает на местонахождение города в месте слияния двух рек.
Климат
Максимальная температура воздуха в городе составила 41°С в июле 2005 года, минимальная — -31°С в январе 1963 года. В год в среднем выпадает 230 мм осадков, из них 35 мм — снег. В среднем в году бывает 3204 часа с солнечной погодой.

## Экономика
Крупнейшие работодатели города на 2011 год:
1. Школьный округ №51 «Долина округа Меса»[англ.] — 2554 человека
2. «Городской рынок» — 1656
3. Госпиталь Святой Марии — 1494
4. Администрация штата — 973
5. Администрация округа — 962
6. Halliburton — 855
7. Walmart — 775
8. Администрация города — 625
9. Veterans Health Administration — 600
10. Общественная больница — 583

## История
Первые поселенцы на место будущего города пришли в начале 1880-х годов, вытеснив обитавших здесь с середины XIV века ютов. В связи с хорошим климатом вскоре здесь раскинулись фруктовые сады и виноградники и, как следствие, винокурни.
В 1962 году город был награждён премией «All-America City Award» (с англ. — «Всеамериканский город») присуждаемой Национальной гражданской лигой, которую неофициально называют «Нобелевской премией за конструктивное гражданство» и которая выдается за активную гражданскую позицию жителей некорпоративных сообществ Соединённых Штатов в жизни местного самоуправления.

## Достопримечательности
- Памятник Далтону Трамбо, опальному сценаристу-писателю, открыт в 2007 году[11]
- Гранд-Джанкшен занимает[12]:
  - 5-е место в списке «Где жить, чтобы избежать стихийных бедствий» по версии газеты The New York Times (2011)
  - 6-е место в списке «Лучшие города для охоты и рыбалки в США» по версии журнала Outdoor Life[англ.] (2012)
  - 7-е место в списке «Самые солнечные места США» по версии сайта tourism-review.com (2009)
  - 12-е место в списке «Лучшие провинциальные города для бизнеса и карьеры» по версии журнала Forbes (2012)

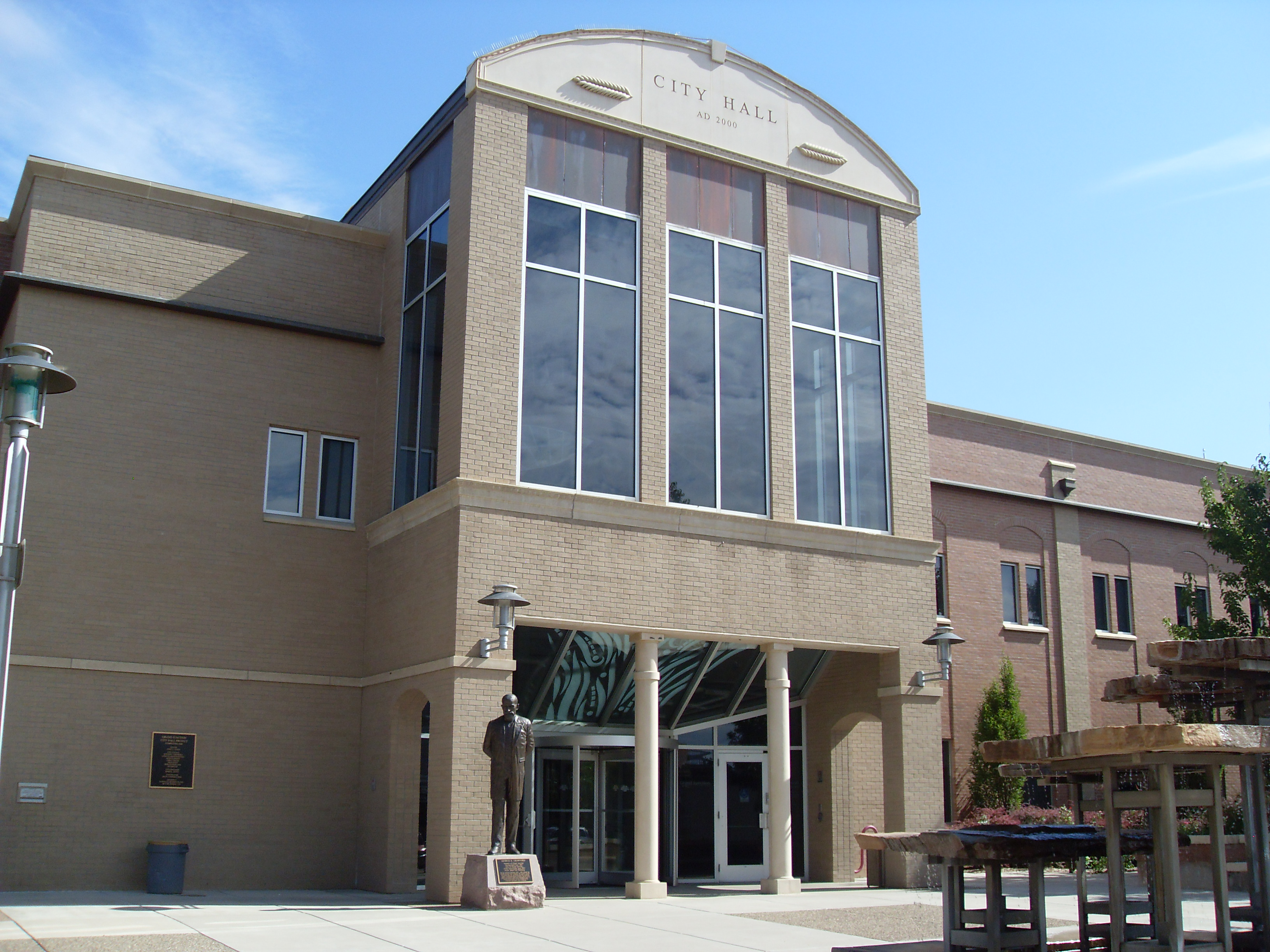
Мэрия
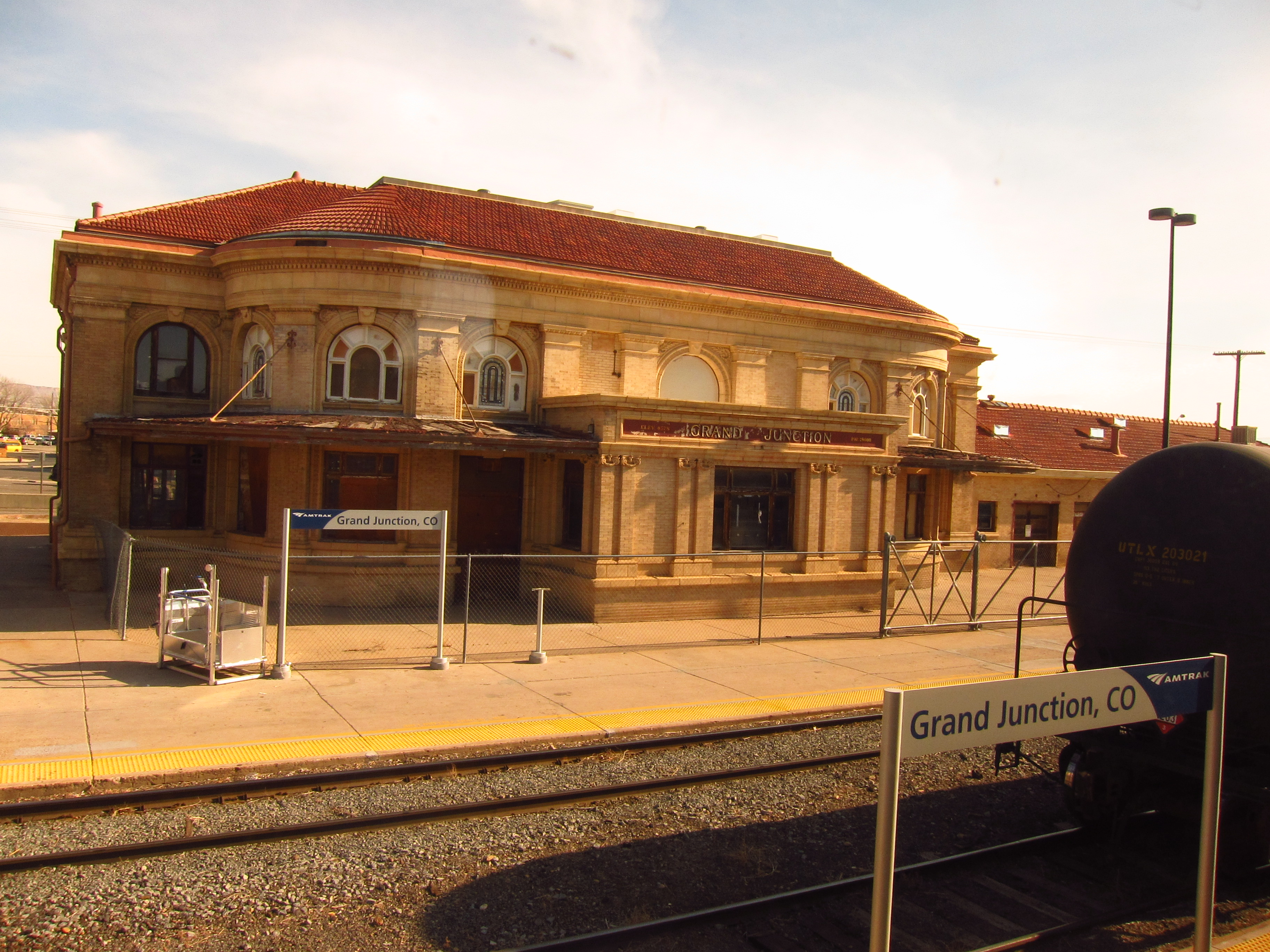
Историческая ж/д станция
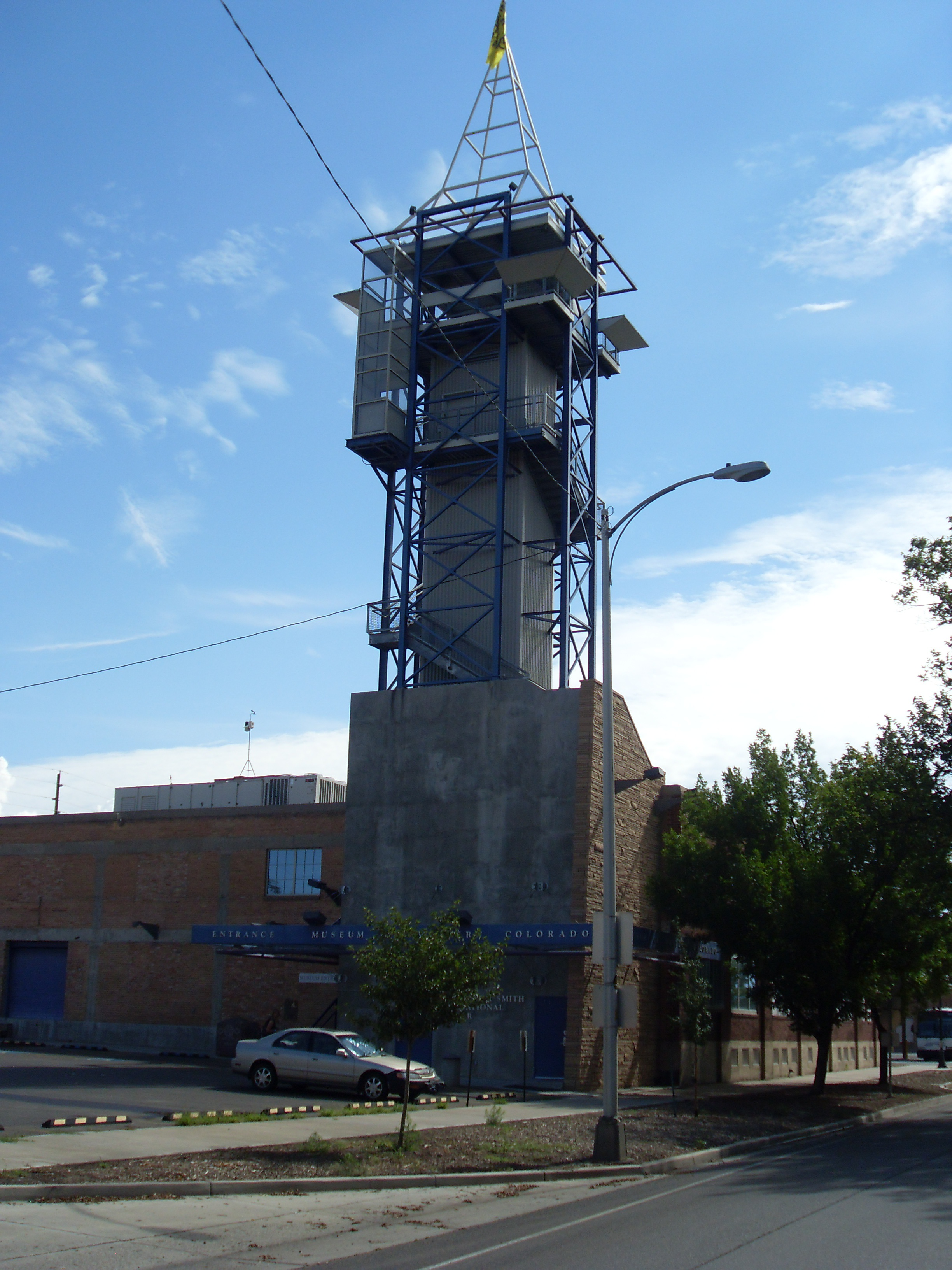
Образовательная башня

## Демография
Расовый состав (2010)
- белые — 88,7 %
- азиаты — 1,1 %
- коренные американцы — 1,0 %
- негры и афроамериканцы — 0,8 %
- уроженцы Гавайев и тихоокеанских островов — 0,1 %
- прочие расы — 5,6 %
- смешанные расы — 2,7 %
- латиноамериканцы (любой расы) — 13,9 %

Население
Ни разу с момента основания Гранд-Джанкшен не показал отрицательного прироста населения. По оценкам 2011 года население города составило 58 704 человека.
Согласно переписи 2020 года, население города составило 65 560 человек.